# Calendario rivoluzionario sovietico

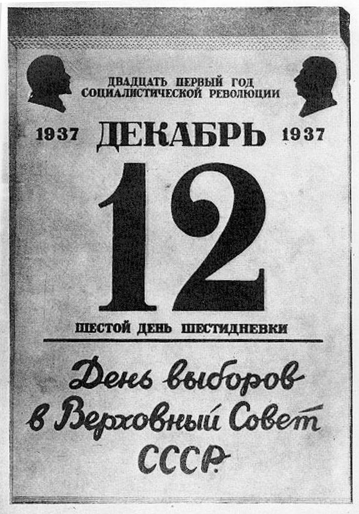
Una pagina del calendario rivoluzionario sovietico che mostra il 12 dicembre 1937. La scritta sotto recita: "Oggi si vota per le elezioni del Soviet Supremo dell'URSS"

Il calendario rivoluzionario sovietico (in russo cоветский революционный календарь?, sovetskij revoljucionnyj kalendar') venne usato in Unione Sovietica fra il 1929 e il 1940.

## Storia
Poco tempo dopo la Rivoluzione d'ottobre del 1917, Vladimir Lenin decise di cambiare il calendario in vigore in Unione Sovietica dal calendario giuliano al calendario gregoriano. A causa di ciò, vennero eliminati i giorni fra il 1º e il 13 febbraio 1918.
A partire dal 1º ottobre 1929 venne introdotta una nuova versione razionalizzata del calendario: ogni mese era composto da 30 giorni e i restanti 5 o 6 giorni (a seconda del fatto che l'anno fosse o meno bisestile) venivano aggiunti come feste, non appartenenti a nessuna settimana o mese. Questi giorni erano:
- la festa di Lenin (dopo il 30 gennaio);
- la festa del lavoro (due giornate dopo il 30 aprile);
- la festa dell'industria (due giornate dopo il 30 ottobre);
- negli anni bisestili, il giorno successivo al 30 febbraio.

Inoltre, come misura anti-religiosa, la settimana di 7 giorni venne abolita e rimpiazzata da una settimana di 5 giorni, questo per bandire la domenica cristiana come giorno del riposo. Nella nuova settimana, tutti i lavoratori erano divisi in 5 gruppi (giallo, rosa, rosso, viola e verde) ed ogni gruppo aveva uno dei 5 giorni della settimana come giorno del riposo. Lo scopo era quello di aumentare l'efficienza industriale evitando l'interruzione regolare di un giorno non lavorativo.
Benché col nuovo sistema i lavoratori avessero più giorni non lavorativi (uno ogni 5 invece di uno ogni 7), la suddivisione in 5 gruppi rese estremamente scomodo ogni tipo di relazione sociale e familiare, e a causa di ciò fu molto impopolare. Non solo, ma anche i progettati guadagni di produttività non si rivelarono tali.
Sembra che il calendario gregoriano sia stato usato in Unione Sovietica anche in questo periodo, cosa confermata dalla consultazione dei vecchi numeri dell'epoca della Pravda, il quotidiano ufficiale del Partito Comunista dell'Unione Sovietica: si può notare che febbraio era composto da 28 giorni anche negli anni 1930 e 1931.
A partire dal 1º dicembre 1931 venne reintrodotto il sistema delle lunghezze dei mesi in uso in Occidente: la settimana di 5 giorni venne sostituita da una settimana di 6 giorni, con un comune giorno di riposo ogni sesto, dodicesimo, diciottesimo, ventiquattresimo e trentesimo giorno del mese. Il trentunesimo giorno venne tenuto al di fuori di questo sistema e utilizzato come festa o giorno lavorativo, a seconda dei mesi, mentre il 1º marzo prese il posto del 30 febbraio.
In pratica fu evidente che la tradizione del giorno di riposo domenicale era durissima da eliminare, infatti i lavoratori spesso utilizzavano come giorno di riposo sia la domenica che il giorno del nuovo calendario. Infine, il 27 giugno 1940 venne reintrodotta la vecchia consuetudine della settimana di 7 giorni.